# موتیچکی گای
موتیچکی گای (به لاتین: Motički Gaj) یک منطقهٔ مسکونی در مونته‌نگرو است که در شهرداری ژابلیاک واقع شده‌است. موتیچکی گای ۱۵۶ نفر جمعیت دارد.